# Bela Chotenaschwili
Bela Chotenaschwili (georgisch ბელა ხოტენაშვილი; * 1. Juni 1988 in Telawi, Kachetien, Georgische Sozialistische Sowjetrepublik) ist eine georgische Schach-Großmeisterin. Sie nahm an den Schachweltmeisterschaften der Frauen 2012, 2015 und 2017 teil.

## Karriere
Chotenashivili gewann die Jugendweltmeisterschaften der Mädchen U16 2004.
2006 wurde sie Internationaler Meister der Frauen und 2007 Großmeister der Frauen. 2009 gewann sie den Maia Tschiburdanidse Cup im Finale gegen  Lela Dschawachischwili und wurde Mitglied der georgischen Schachnationalmannschaft. Außerdem wurde sie im selben Jahr Internationaler Meister. 2012 wurde Chotenashvili georgischer Schachmeister der Frauen. 2013 erreichte sie die dritte und letzte Norm für den Großmeistertitel. 2014 gewann sie den ersten Frauenpreis beim Qatar Masters Open. 2017 wurde sie erneut georgische Schachmeisterin der Frauen.

### Nationalmannschaft
Seit 2010 nimmt Chotenaschwili mit der georgischen Nationalmannschaft an den Frauenschacholympiaden teil, seit 2011 an den Schach-Mannschaftsweltmeisterschaften der Frauen und seit 2009 an den Europäischen Mannschaftsmeisterschaften der Frauen. Bei den Schach-Mannschaftsmeisterschaften der Frauen 2015 in Chengdu, China, gewann sie zwei Goldmedaillen.

### Vereine
In der georgischen Mannschaftsmeisterschaft spielte Chotenaschwili 2014 für den Schachklub Kachetien. Am European Club Cup der Frauen nahm sie 2010 mit Samaja Tiflis und 2014 bis 2019 mit Nona Batumi teil, dabei gewann sie mit der Mannschaft 2014, 2015, 2017 und 2019 und erreichte 2016 und 2018 den zweiten Platz; in der Einzelwertung gelang ihr 2015 das zweitbeste Ergebnis am zweiten und 2017 das drittbeste Ergebnis am dritten Brett. In der chinesischen Mannschaftsmeisterschaft spielte Chotenaschwili 2012 für Wuxi sowie von 2014 bis 2016 und erneut seit 2018 für Tianjin. In der deutschen Frauenbundesliga spielt sie seit 2019 für den SK Schwäbisch Hall.

## Privatleben
Sie schloss die Staatliche Universität Tiflis ab und studierte am Georgischen Technischen Universität.